# Rhiannon (canção)
Rhiannon é uma canção escrita por Stevie Nicks e gravada pelo Fleetwood Mac, lançada originalmente no álbum homônimo do grupo em 1975 e como single no ano seguinte. 
Inspirada numa lenda sobre uma bruxa celta, nos Estados Unidos ela chegou ao nº 11 da Billboard em junho de 1976 e ao nº 46 das paradas britânicas quase dois anos depois, após ser relançada em fevereiro de 1978. As apresentações da canção nos shows do Mac usualmente começavam com Nicks anunciando  "This is a song about an old Welsh witch." ("Esta é uma canção sobre uma velha bruxa galesa").
Entre 1975 e 1980, as apresentações ao vivo da música se tornaram teatralizadas, com Nicks vestindo uma roupa negra que a transformava na persona de Rhiannon. A canção chegava a um clímax onde a interpretação de Nicks era tão apaixonada que Mick Fleetwood, baterista e co-fundador do Mac declarou que "a Rhiannon de Stevie naqueles tempos era como um exorcismo".
Em 2004, na primeira vez que foi publicada, a lista das 500 melhores canções de todos os tempos da revista Rolling Stone trazia Rhiannon no nº 488. Na atualização feita em 2011, entretanto, a revista cortou a canção da lista, junto com outras também antes listadas, de Paul Simon, Carole King, Joni Mitchell e Eminem, entre outros.

## Origens
Nicks descobriu Rhiannon através do livro Triad, de Mary Leader. A novela é sobre uma mulher chamada Branwen, que é possuída por outra mulher chamada Rhiannon. Existem menções à lenda galesa de Rhiannon no livro, mas os personagens tem pouca semelhança com seus originais homônimos galeses (tanto Rhiannon quanto Branwen são personagens principais de Mabinogion, a  coletânea de manuscritos em prosa escritos em galês medieval da mitologia celta.)
Nicks comprou o livro num aeroporto antes de uma longa viagem de avião e achou o nome tão bonito que quis escrever uma música sobre uma garota chamada Rhiannon. Ela a escreveu em 1974, três meses antes de se juntar ao Fleetwood Mac, e diz que levou apenas dez minutos escrevendo-a.
Depois de escrever a canção, Nicks aprendeu que Rhiannon provinha do nome da mitológica deusa galesa e ficou maravilhada de descobrir que ela também poderia ser aplicada à lenda. Ela pesquisou sobre os manuscritos Mabinogion e começou a trabalhar num 'Projeto Rhiannon', sem saber no que ele poderia ser transformado. Um filme, uma peça teatral, um musical ou mesmo um balé. Deste projeto nunca acabado ficaram várias músicas incluindo Angel, música gravada pelo Mac no álbum Tusk, de 1979, e que supostamente conta a história da bruxa Rhiannon.
Durante dois anos, após o período em que cantava a canção ao vivo incorporando Rhiannon na época do sucesso da canção, Stevie Nicks evitou usar roupas negras num esforço para distanciar-se da feitiçaria e associações com magia negra que a rodeavam como resultado da letras de Rhiannon, dando aos fãs uma impressão errada, dela e de sua Rhiannon, a quem sempre se referiu como "uma bruxa do bem".

## Versões
Em 2012, a banda californiana Best Coast gravou uma cover de Rhiannon para o álbum Just Tell Me That You Want Me: A Tribute to Fleetwood Mac, em que vários artistas, como ZZ Top, The Kills e Marianne Faithfull rendem homenagem ao Mac. Através dos anos, artistas de gêneros musicais variados, da banda punk Zeke ao cantor de country music Waylon Jennings, também fizeram suas versões da canção.
Em 2010, durante a apresentação do Grammy Awards, a cantora Taylor Swift interpretou a canção dividindo o palco com a própria Stevie Nicks.

## Equipe técnica
Fleetwood Mac
- Stevie Nicks - vocais
- Lindsey Buckingham - guitarra, vocal de apoio
- Christine McVie - teclados, vocal de apoio
- John McVie - baixo elétrico
- Mick Fleetwood - bateria

Produção
- Keith Olsen - produtor